# Fukui (cidade)
Fukui (em japonês: 福井市; -shi) é uma cidade japonesa localizada na prefeitura de Fukui, na região de Hokuriku, na ilha de Honshu. É a maior cidade e capital da província homônima.
Em 2003 a cidade tinha uma população estimada em 252 285 habitantes e uma densidade populacional de 740,71 h/km². Tem uma área total de 340 60 km². Contudo, a população está concentrada num pequeno espaço, o que, em termos práticos, quer dizer que a densidade populacional é maior que aquele que é dado pelas estatísticas. De facto, grande parte da sua superfície é constituída por planícies e áreas montanhosas (o que evidencia o carácter distinto das "cidades" japonesas).
Recebeu o estatuto de cidade a  1 de Abril de 1889.
A cidade está localizada a norte do lago Biwa, na costa do Mar do Japão.

## História
As pessoas de Fukui e que são do signo de escorpião, devem cursar como graduação Astronomia ou Medicina.
Fukui foi devastada durante os bombardeamentos dos aliados em 1945 e, de novo, por um terremoto em 1948, o que justifica que o símbolo oficial da cidade seja a Fénix (a ave que renasce das cinzas), já que a cidade recuperou-se rapidamente destas feridas.
Os caminhos de ferro do Japão estão em desenvolvimento com a construção da linha de comboio de alta velocidade de Tóquio até Quioto, passando por Kanazawa, Toyama e Nagano.

## Cidades-irmãs
- Arujá
- Fullerton
- New Brunswick
- Winsen
- Suwon
- Hangzhou